# Frank Irons
Francis Cleveland "Frank" Irons (født 23. marts 1886, død 19. juni 1942) var en amerikansk atlet, som deltog i to olympiske lege inden første verdenskrig.

## Idrætskarriere
Irons var en alsidig idrætsmand, der især gjorde sig bemærket i atletik.
Ved OL 1908 i London var han tilmeldt i fem atletikdiscipliner. Han stillede dog ikke op almindelig højdespring eller længdespring fra stående position. Bedst gik det for ham i almindelig længdespring, hvor han i kvalifikationsrunden var bedst af alle med 7,44 m. Han gik sammen med de to næstbedste, hans landsmand Dan Kelly, der sprang 7,09, og canadieren Cal Bricker, der sprang 6,08 m, videre til finalen. Her var Irons endnu bedre med 7,48 m, mens de to øvrige ikke forbedrede sig, så Irons vandt foran Kelly med Bricker på tredjepladsen. I højdespring fra stående position blev Irons delt nummer otte, og i trespring blev han nummer 16.
Hans præstation i længdespring var den tredjebedste i verden på det tidspunkt, og de følgende to år vandt han det amerikanske universitetsmesterskab og var bedst i verden begge år.
Han var derfor forhåndsfavorit ved OL 1912 i Stockholm, men han var langt fra sit bedste ved legene og blev blot nummer ni. Han var også tilmeldt i tre andre atletikdiscipliner, men stillede ikke op i dem. Til gengæld stillede han også op i baseball, der var med ved legene som demonstrationssport. Her vandt han med det amerikanske hold over et blandet svensk/amerikansk hold. Der blev spillet yderligere en kamp, denne gang mellem to amerikanske hold, hvor Irons var på det tabende hold.